# Martin Mulligan
Martin Frederick «Marty» Mulligan (Sydney, 18 d'octubre de 1940) és un tennista australià retirat.
És més conegut per arribar a la final d'individuals masculins a Wimbledon el 1962, on va ser derrotat pel seu compatriota australià Rod Laver. També va ser finalista en dobles masculins en l'Australian Championships l'any 1961.
Es va casar i establir a Itàlia, i a partir de l'any 1968 va competir per aquest país. Se'l coneixia amb el sobrenom de «Martino Mulligano». Mai va formar part de l'equip australià de Copa Davis però si que ho va fer de l'equip italià l'any 1968. Posteriorment també en fou el capità de l'equip durant deu anys.

## Torneigs de Grand Slam

### Individual: 1 (0−1)
| Resultat  | Núm. | Any  | Campionat | Oponent   | Marcador      |
| --------- | ---- | ---- | --------- | --------- | ------------- |
| Finalista | 1.   | 1962 | Wimbledon | Rod Laver | 2−6, 2−6, 1−6 |

### Dobles masculins: 1 (0−1)
| Resultat  | Núm. | Any  | Campionat                | Parella     | Oponents              | Marcador                 |
| --------- | ---- | ---- | ------------------------ | ----------- | --------------------- | ------------------------ |
| Finalista | 1.   | 1961 | Australian Championships | Roy Emerson | Rod Laver Robert Mark | 3−6, 5−7, 6−3, 11−9, 2−6 |

## Palmarès

### Individual: 101 (70−31)
| Títols per superfície |
| --------------------- |
| Dura (3−4)            |
| Gespa (7−5)           |
| Terra batuda (53−17)  |

| Resultat  | Núm. | Data                   | Torneig                           | Superfície   | Oponent               | Marcador                          |
| --------- | ---- | ---------------------- | --------------------------------- | ------------ | --------------------- | --------------------------------- |
| Guanyador | 1.   | 17 d'octubre de 1959   | Sydney, Austràlia                 | Gespa        | Bob Hewitt            | 6−4, 3−6, 6−3                     |
| Guanyador | 2.   | 1960                   | Hobart, Austràlia                 | Gespa        |                       |                                   |
| Guanyador | 3.   | 8 de maig de 1960      | Canterbury, Austràlia             | Terra batuda | Bob Hewitt            | 6−1, 6−3, 4−6, 6−4                |
| Finalista | 1.   | 4 de juny de 1960      | Manchester, Regne Unit            | Gespa        | Mark Otway            | 6−3, 2−6, 5−7                     |
| Finalista | 2.   | 9 de juliol de 1960    | Dublín, Irlanda                   | Gespa        | Dennis Ralston        | 3−6, 4−6, 5−7                     |
| Guanyador | 4.   | 3 de juny de 1961      | Surbiton, Regne Unit              | Gespa        | Warren Jacques        | 9−7, 6−2                          |
| Finalista | 3.   | 30 de juliol de 1961   | Amsterdam, Països Baixos          | Terra batuda | Ramanathan Krishnan   | 2−6, 3−6                          |
| Guanyador | 5.   | 6 de març de 1962      | Canes, França                     |              | Barry Phillips-Moore  | 6−4, 1−6, 8−6                     |
| Guanyador | 6.   | 7 d'abril de 1962      | Roehampton, Regne Unit            | Terra batuda | James Tattersall      | 6−4, 6−3                          |
| Guanyador | 7.   | 14 d'abril de 1962     | Hampstead, Regne Unit             | Terra batuda | Warren Jacques        | 6−4, 6−4                          |
| Guanyador | 8.   | 2 de juny de 1962      | Surbiton (2)                      | Gespa        | Mark Otway            | 6−3, 6−4                          |
| Finalista | 4.   | 21 de juliol de 1962   | Connaught, Irlanda                |              | Rod Laver             | 6−4, 4−6, 4−6                     |
| Finalista | 5.   | 7 de juliol de 1962    | Wimbledon, Regne Unit             | Gespa        | Rod Laver             | 2−6, 2−6, 1−6                     |
| Guanyador | 9.   | 26 d'agost de 1962     | Vigo, Espanya                     | Terra batuda | Manuel Santana        | 6−4, 7−9, 6−0, 1−6, 6−4           |
| Guanyador | 10.  | 6 de gener de 1963     | Sydney (2)                        | Gespa        | Mark Cox              | 6−2, 6−2                          |
| Guanyador | 11.  | 30 de gener de 1963    | Hobart (2)                        | Gespa        | John Newcombe         | 7−5, 6−2                          |
| Finalista | 6.   | 27 d'abril de 1963     | Bournemouth, Regne Unit           | Terra batuda | Billy Knight          | 7−5, 3−6, 1−6, 2−6                |
| Guanyador | 12.  | 14 de maig de 1963     | Roma, Itàlia                      | Terra batuda | Boro Jovanović        | 6−2, 4−6, 6−3, 8−6                |
| Finalista | 7.   | 16 de juny de 1963     | Beckenham, Regne Unit             | Gespa        | Ken Fletcher          | 3−6, 2−6                          |
| Finalista | 8.   | 20 de juliol de 1963   | Liverpool, Regne Unit             | Gespa        | Robert Howe           | 4−6, 6−8                          |
| Guanyador | 13.  | 11 d'agost de 1963     | Hamburg, Alemanya Occidental      | Terra batuda | Bob Hewitt            | 6−0, 0−6, 8−6, 6−2                |
| Guanyador | 14.  | 18 d'agost de 1963     | Viareggio, Itàlia                 | Terra batuda | Carlos Fernandes      | 6−4, 3−6, 1−6, 6−4, 6−4           |
| Guanyador | 15.  | gener de 1964          | Hobart (3)                        | Gespa        |                       |                                   |
| Guanyador | 16.  | 26 de gener de 1964    | Hobart (4)                        | Terra batuda | Fred Stolle           | 6−4, 6−4, 8−6                     |
| Guanyador | 17.  | 1 de març de 1964      | Tamworth, Austràlia               | Terra batuda | Fred Stolle           | 6−3, 6−3                          |
| Guanyador | 18.  | 22 de març de 1964     | Alexandria, Egipte                | Terra batuda | Jan-Erik Lundqvist    | 8−10, 6−3, 6−0                    |
| Guanyador | 19.  | 29 de març de 1964     | Montecarlo, Mònaco                | Terra batuda | Jan-Erik Lundqvist    | 6−4, 6−4                          |
| Finalista | 9.   | 5 d'abril de 1964      | Ais de Provença, França           | Terra batuda | Pierre Darmon         | 4−6, 2−6, 1−6                     |
| Guanyador | 20.  | 7 de juny de 1964      | Casablanca, Marroc                | Terra batuda | István Gulyás         | 6−4, 6−2, 6−3                     |
| Finalista | 10.  | 6 de setembre de 1964  | Zagreb, Iugoslàvia                |              | Billy Knight          | 9−11, 0−6, 1−6                    |
| Finalista | 11.  | 13 de setembre de 1964 | Opatija, Iugoslàvia               |              | Ion Ţiriac            | 4−6, 4−6, 6−2, 2−6                |
| Guanyador | 21.  | 27 de setembre de 1964 | Tel-Aviv, Israel                  |              | Eleazar Davidman      | 6−4, 6−4, 6−1                     |
| Finalista | 12.  | 10 de gener de 1965    | Allahabad, Índia                  |              | Ramanathan Krishnan   | 1−6, 6−1, 4−6, 4−6                |
| Finalista | 13.  | 21 de març de 1965     | Alexandria                        | Terra batuda | István Gulyás         | 6−4, 4−6, 4−6, 7−9                |
| Guanyador | 22.  | 11 d'abril de 1965     | Palerm, Itàlia                    | Terra batuda | Bill Alvarez          | 6−1, 6−1, 6−2                     |
| Guanyador | 23.  | 18 d'abril de 1965     | Catània, Itàlia                   | Terra batuda | Giuseppe Merlo        | 6−2, 6−3, 6−1                     |
| Guanyador | 24.  | 25 d'abril de 1965     | Nàpols, Itàlia                    | Terra batuda | Nicola Pietrangeli    | 6−4, 6−3, 6−3                     |
| Guanyador | 25.  | 11 de maig de 1965     | Roma (2)                          | Terra batuda | Manuel Santana        | 1−6, 6−4, 6−3, 6−1                |
| Finalista | 14.  | 6 de juny de 1965      | Barcelona, Espanya                | Terra batuda | Juan Gisbert          | 4−6, 6−4, 1−6, 6−2, 2−6           |
| Guanyador | 26.  | 11 de juliol de 1965   | Düsseldorf, Alemanya Occidental   | Terra batuda | Ingo Buding           | 6−4, 6−3                          |
| Finalista | 15.  | 8 d'agost de 1965      | Novara, Itàlia                    | Terra batuda | Nicola Pietrangeli    | 2−6, 3−6                          |
| Finalista | 16.  | 22 d'agost de 1965     | Urtijëi, Itàlia                   | Terra batuda | Nicola Pietrangeli    | 1−6, 4−6                          |
| Guanyador | 27.  | 29 d'agost de 1965     | San Sebastià, Espanya             | Terra batuda | Juan Gisbert          | 10−8, 6−2, 6−3                    |
| Guanyador | 28.  | 12 de setembre de 1965 | Friburg, Suïssa                   |              | Boro Jovanović        | 7−5, 4−6, 6−3                     |
| Guanyador | 29.  | 9 de gener de 1966     | East London, Sud-àfrica           | Dura         | Cliff Drysdale        | 6−4, 8−6                          |
| Finalista | 17.  | 30 de gener de 1966    | Durban, Sud-àfrica                | Dura         | Bob Hewitt            | 3−6, 4−6, 4−6                     |
| Guanyador | 30.  | 27 de febrer de 1966   | Nàpols (2)                        | Terra batuda | Nicola Pietrangeli    | 6−3, 4−6, 7−5                     |
| Guanyador | 31.  | 13 de març de 1966     | Barranquilla, Colòmbia            | Terra batuda | François Jauffret     | 9−11, 6−2, 7−5, 2−6, 12−10        |
| Guanyador | 32.  | 17 d'abril de 1966     | Houston, Estats Units             | Terra batuda | Nikola Pilić          | 6−2, 3−6, 6−4, 0−6, 4−5, retirada |
| Guanyador | 33.  | 2 de maig de 1966      | Buenos Aires, Argentina           | Terra batuda | Rafael Osuna          | 6−2, 7−5, 6−3                     |
| Finalista | 18.  | 10 de juliol de 1966   | Düsseldorf                        | Terra batuda | Wilhelm Bungert       | 6−1, 3−6, 4−6, 6−4, 4−6           |
| Guanyador | 34.  | 10 de juliol de 1966   | Düsseldorf (2)                    | Terra batuda | Wilhelm Bungert       | 1−6, 6−3, 6−4, 4−6, 6−4           |
| Finalista | 19.  | 7 d'agost de 1966      | Cortina d'Ampezzo, Itàlia         | Terra batuda | José Edison Mandarino | 4−6, 6−2, 4−6, 2−6                |
| Finalista | 20.  | 31 de desembre de 1966 | East London                       | Dura         | Robert Maud           | 4−6, 4−6                          |
| Guanyador | 35.  | 7 de gener de 1967     | Port Elizabeth, Sud-àfrica        | Dura         | Bob Hewitt            | 6−4, 6−4, 6−4                     |
| Finalista | 21.  | 14 de gener de 1967    | Ciutat del Cap, Sud-àfrica        | Dura         | Nikola Pilić          | 5−7, 2−6, 3−6                     |
| Guanyador | 36.  | 21 de gener de 1967    | Bloemfontein, Sud-àfrica          | Dura         | Bob Hewitt            | 6−3, 3−6, 8−6                     |
| Finalista | 22.  | 1967                   | Johannesburg, Sud-àfrica          | Dura         | Robert Maud           | 4−6, 4−6                          |
| Guanyador | 37.  | 5 de març de 1967      | Nàpols (3)                        | Terra batuda | Nicola Pietrangeli    | 6−2, 6−0                          |
| Guanyador | 38.  | 19 de març de 1967     | Capri, Itàlia                     | Terra batuda | Wiesław Gąsiorek      | 7−5, 6−3, 6−3                     |
| Finalista | 23.  | 9 d'abril de 1967      | Montecarlo                        | Terra batuda | Nicola Pietrangeli    | 3−6, 6−3, 3−6, 1−6                |
| Guanyador | 39.  | 23 d'abril de 1967     | Catània (2)                       | Terra batuda | Nicola Pietrangeli    | 3−6, 6−1, 6−1                     |
| Guanyador | 40.  | 17 de maig de 1967     | Roma (3)                          | Terra batuda | Tony Roche            | 6−3, 0−6, 6−4, 6−1                |
| Guanyador | 41.  | 4 de juny de 1967      | Helsinki, Finlàndia               |              | Ramanathan Krishnan   | 6−0, 8−6                          |
| Guanyador | 42.  | 11 de juny de 1967     | Estocolm, Suècia                  |              | Jan-Erik Lundqvist    | 6−0, 6−2                          |
| Guanyador | 43.  | 18 de juny de 1967     | Barcelona                         | Terra batuda | Rafael Osuna          | 5−7, 7−5, 6−4, 6−3                |
| Guanyador | 44.  | 16 de juliol de 1967   | Båstad, Suècia                    | Terra batuda | Jan-Erik Lundqvist    | 6−3, 3−6, 4−6, 6−4, 6−1           |
| Guanyador | 45.  | 13 d'agost de 1967     | Múnic, Alemanya Occidental        | Terra batuda | Wilhelm Bungert       | 6−4, 3−6, 6−4, 6−4                |
| Guanyador | 46.  | 20 d'agost de 1967     | Kitzbühel, Àustria                | Terra batuda | Wilhelm Bungert       | 6−2, 6−2, 2−6, 6−4                |
| Guanyador | 47.  | 17 de setembre de 1967 | San Sebastià (2)                  | Terra batuda | Juan Couder           | 4−6, 2−6, 6−1, 6−1, 6−1           |
| Guanyador | 48.  | 24 de setembre de 1967 | Oviedo, Espanya                   | Terra batuda | Juan Couder           | 4−6, 6−4, 6−1, 6−0                |
| Guanyador | 49.  | 1 d'octubre de 1967    | Madrid, Espanya                   | Terra batuda | Manuel Santana        | 7−5, 6−3, 2−6, 12−10              |
| Guanyador | 50.  | 14 d'abril de 1968     | Catània (3)                       | Terra batuda | Ion Ţiriac            | 8−6, 6−4, 6−2                     |
| Guanyador | 51.  | 25 d'abril de 1968     | Nàpols (4)                        | Terra batuda | Nicola Pietrangeli    | 6−1, 6−2, 6−2                     |
| Guanyador | 52.  | 17 de juny de 1968     | Barcelona (2)                     | Terra batuda | Ingo Buding           | 6−0, 6−1, 6−0                     |
| Guanyador | 53.  | 15 de juliol de 1968   | Båstad (2)                        | Terra batuda | Ion Ţiriac            | 8−6, 6−4, 6−4                     |
| Guanyador | 54.  | 4 d'agost de 1968      | Múnic (2)                         | Terra batuda | Ion Ţiriac            | 6−3, 3−6, 7−5, 6−3                |
| Guanyador | 55.  | 11 d'agost de 1968     | Senigallia, Itàlia                | Terra batuda | Ion Ţiriac            | 6−4, 6−3, 6−2                     |
| Guanyador | 56.  | 18 d'agost de 1968     | Kitzbühel (2)                     | Terra batuda | Wilhelm Bungert       | 6−2, 6−2, 6−3                     |
| Guanyador | 57.  | 30 de març de 1969     | Roma (4)                          | Terra batuda | Ion Ţiriac            | 6−4, 6−4, 6−2                     |
| Guanyador | 58.  | 6 d'abril de 1969      | Reggio de Calàbria, Itàlia        | Terra batuda | Ion Ţiriac            | 6−2, 4−6, 6−3, 6−1                |
| Finalista | 24.  | 4 de maig de 1969      | Nàpols                            | Terra batuda | Patricio Rodríguez    | 6−8, 3−6, 6−0, 3−6                |
| Finalista | 25.  | 8 de juny de 1969      | Saltsjöbaden, Suècia              | Terra batuda | Jan-Erik Lundqvist    | 9−7, 2−6, 3−6, 6−4, 5−7           |
| Guanyador | 59.  | juny de 1969           | Copenhaguen, Dinamarca            |              | Jan Leschly           | 6−4, 4−6, 9−7, 12−14, 6−1         |
| Guanyador | 60.  | 3 d'agost de 1969      | Bad Neuenahr, Alemanya Occidental | Terra batuda | Wilhelm Bungert       | 6−3, 3−6, 13−11, 6−2              |
| Guanyador | 61.  | 10 d'agost de 1969     | Senigallia (2)                    | Terra batuda | Thomaz Koch           | 13−11, 6−2, 6−2                   |
| Guanyador | 62.  | 29 de març de 1970     | Reggio de Calàbria (2)            | Terra batuda | Adriano Panatta       | 8−6, 6−4, 6−4                     |
| Finalista | 26.  | 3 de maig de 1970      | Nàpols (2)                        | Terra batuda | Ilie Năstase          | 1−6, 6−4, 4−6, 3−6                |
| Guanyador | 63.  | 7 de juny de 1970      | Saltsjöbaden                      | Terra batuda | Jan-Erik Lundqvist    | 3−6, 4−6, 7−5, 7−5, 6−2           |
| Finalista | 27.  | 23 de setembre de 1970 | Opatija (2)                       |              | Boro Jovanović        | 1−6, 4−6                          |
| Guanyador | 64.  | 14 de novembre de 1970 | Osaka, Japó                       |              | Jun Kuki              | 6−2, 6−3, 7−5                     |
| Guanyador | 65.  | 6 de juny de 1971      | Saltsjöbaden (2)                  | Terra batuda | Jan-Erik Lundqvist    | 6−0, 6−7, 6−2, 6−3                |
| Finalista | 28.  | 9 d'agost de 1971      | Senigallia                        | Terra batuda | Adriano Panatta       | 3−6, 7−5, 1−6                     |
| Finalista | 29.  | 23 d'agost de 1971     | Grado, Itàlia                     | Terra batuda | Adriano Panatta       | 1−6, 0−6, 4−6                     |
| Guanyador | 66.  | 12 de setembre de 1971 | Reggio de l'Emília, Itàlia        | Terra batuda | Adriano Panatta       | 6−4, 7−6                          |
| Finalista | 30.  | 23 d'abril de 1972     | Catània                           | Terra batuda | Paolo Bertolucci      | 4−6, 4−6, 6−7                     |
| Finalista | 31.  | 25 de juny de 1972     | Kassel, Alemanya Occidental       | Terra batuda | Wiesław Gąsiorek      | 3−6, 1−6                          |
| Guanyador | 67.  | 2 de juliol de 1972    | Fulda, Alemanya Occidental        | Terra batuda | István Gulyás         | 2−6, 2−6, 7−5, 7−5, 6−3           |
| Guanyador | 68.  | 5 d'agost de 1973      | Palerm (2)                        | Terra batuda | Jun Kuki              | 6−0, 5−7, 6−3                     |
| Guanyador | 69.  | 26 d'agost de 1973     | Ancona, Itàlia                    | Terra batuda | Vincenzo Franchiti    | 6−1, 6−2                          |
| Guanyador | 70.  | 16 de setembre de 1973 | Ais de Provença                   | Terra batuda | Julian Ganzabal       | 5−7, 0−6, 6−2, 6−3, 6−4           |

## Trajectòria

### Individual
| Australian Championships                                                                                                   | 2R  |     | QF  | 2R  |      | 3R  | SF  |     |     |     |      |      |     |       |     |       |     |     | 0 / 5  | 9−5    |
| Internationaux de France                                                                                                   |     |     | 2R  | 3R  | QF   | 3R  | 4R  | 3R  | 3R  | 4R  |      | 3R   | QF  |       |     | 3R    |     |     | 0 / 11 | 25−11  |
| Wimbledon |     | 1R  | 2R  | 3R  | F    | 4R  | 2R  | 3R  | 1R  | 2R  |      |      | 1R  |       |     |       |     |     | 0 / 10 | 16−10  |
| US Championships |     | 1R  | 1R  |     |      |     |     |     | 2R  |     |      |      |     |       |     |       |     |     | 0 / 3  | 1−3    |
| Total Victòries−Derrotes                                                                                                   | 1−1 | 4−4 | 4−4 | 5−3 | 10−2 | 5−3 | 6−3 | 3−2 | 2−3 | 4−2 | 45−6 | 19−7 | 7−7 | 23−17 | 4−6 | 19−17 | 1−3 | 0−1 | 162−91 | 162−91 |
| Rànquing a final d'any | −   | −   | −   | −   | −    | −   | −   | −   | −   | −   | −    | −    | −   | −     | −   | 62    | 200 | 373 |        |        |
| Llegenda: G: Guanyador; F: Finalista; SF: Semifinalista; QF: Quarts de final; Q: Qualificació; A: Absent; RR: Round Robin; |     |     |     |     |      |     |     |     |     |     |      |      |     |       |     |       |     |     |        |        |

### Dobles masculins
| Open d'Austràlia |  |     |     |     |     |     |     |     |     | 0 / 0 | 0−0   |
| Roland Garros |  |     | 3R  | 4R  |     | 2R  |     |     |     | 0 / 3 | 4−4   |
| Wimbledon |  |     | 1R  |     |     |     |     |     |     | 0 / 1 | 0−1   |
| US Open |  |     |     |     |     |     |     |     |     | 0 / 0 | 0−0   |
| Total Victòries−Derrotes                                                                                                   |  | 6−4 | 3−5 | 6−4 | 1−6 | 6−6 | 5−6 | 1−2 | 0−1 | 31−33 | 31−33 |
| Llegenda: G: Guanyador; F: Finalista; SF: Semifinalista; QF: Quarts de final; Q: Qualificació; A: Absent; RR: Round Robin; |  |     |     |     |     |     |     |     |     |       |       |